# Saad Agouzoul
Saad Agouzoul (arabisch سعد اغوزول; * 10. August 1997 in Marrakesch) ist ein marokkanischer Fußballspieler, der aktuell bei der AJ Auxerre unter Vertrag steht und an Radomiak Radom ausgeliehen ist.

## Karriere

### Verein
Agouzoul begann seine fußballerische Ausbildung 2009 bei Kawkab Marrakesch. Am 5. Februar 2017 (16. Spieltag) debütierte er dort nach vielen Jahren im Jugendfußball in der Botola gegen Maghreb Tétouan. Dies war allerdings sein einziger Einsatz 2016/17. Am 24. Spieltag der Folgesaison schoss er gegen FUS Rabat sein erstes Profitor, als man 1:2 verlor. In jener Saison 2017/18 kam er auf 14 Ligaeinsätze und das eine Tor. Zudem spielte er einmal im Pokal. Zur Spielzeit 2018/19 entwickelte er sich zum Stammspieler bei seinem Ausbildungsverein und spielte in 29 von 30 Ligaspielen, wobei er einmal traf.
Im Juli 2019 wechselte Agouzoul für eine Ablöse von 600 Tausend Euro nach Frankreich zum OSC Lille in die zweite Mannschaft. Dort spielte er 2019/20 jedoch auch nur dreimal. Daraufhin wurde er für die gesamte Saison 2020/21 an den belgischen Erstligisten Royal Excel Mouscron verliehen. Dort war er gesetzt, spielte 33 der 34 Ligaspiele, traf einmal und bereitete ein Tor vor. Nach seiner Rückkehr spielte er 15 Mal für das Zweitteam Lilles in der National 3.
Im Sommer 2023 wechselte er zum Zweitligisten FC Sochaux. Auch hier war er absolut gesetzt und lief in 37 von 38 Partien in der Ligue 2 auf. Dabei traf er einmal und musste trotz dem neunten Platz am Ende trotzdem in die National absteigen.
Daraufhin wechselte Agouzoul zum Erstligaabsteiger AJ Auxerre. Hier bestritt er in der Saison 2023/24 15 Ligapartien und wurde mit seiner neuen Mannschaft Zweitligameister. In der darauffolgenden Saison 2024/25, seiner ersten in der Ligue 1, wurde er zunächst durch eine Fußverletzung ausgebremst und kam anschließend zu keinen Einsätzen in der ersten Mannschaft. Im Februar 2025 wurde er daher an den polnischen Erstligisten Radomiak Radom verliehen.

### Nationalmannschaft
Im Jahr 2018 spielte Agouzoul dreimal in Freundschaftsspielen für die marokkanische U23-Nationalmannschaft.

## Erfolge
AJ Auxerre
- Meister der Ligue 2: 2024  ▲